# (7480) Norwan
(7480) Norwan (1994 PC) – planetoida z grupy Amora okrążająca Słońce w ciągu 1,96 lat w średniej odległości 1,57 j.a. Odkryta 1 sierpnia 1994 roku przez Carolyn Shoemaker.